# 373 (số)
373 (ba trăm bảy mươi ba) là một số tự nhiên ngay sau 372 và ngay trước 374.